# Edgardo Esteban
Edgardo Joaquín Esteban (Haedo, Morón, Buenos Aires; 20 de junio de 1962) es un periodista, escritor y guionista argentino veterano de la guerra de Malvinas (VGM). Es conocido por su labor periodística y su militancia política por los derechos humanos en la causa de la guerra de Malvinas, lo que le valió ser premiado por la presidente Cristina Fernández de Kirchner con el Premio Azucena Villaflor en el año 2012. Fue director del Museo Malvinas e Islas del Atlántico Sur desde 2020 hasta 2024.

## Biografía
A los 18 años Edgardo hizo el servicio militar obligatorio en Córdoba. Participó como soldado conscripto en la guerra de las Malvinas Después de la rendición, el 14 de junio de 1982, volvió como prisionero de guerra en el buque inglés Canberra, fue llevado a Campo de Mayo y luego al regimiento de Córdoba, en donde le dieron la baja. Después de la guerra, empezó su carrera como periodista. En 1993 publicó Iluminados por el fuego, libro que relata su experiencia en la guerra. En 2005 su libro fue llevado al cine por el director Tristán Bauer y alcanzó notoriedad internacional en el ambiente cinematográfico.
En su labor profesional se ha desempeñado como:
- Corresponsal de Telesur en Argentina (2007- 2019)
- Secretario General de la Asociación de Corresponsales Extranjeros de la República Argentina (ACERA) (2013-2014)
- Vicepresidente de la Asociación de Corresponsales Extranjeros de la República Argentina (ACERA). (2011-2012)
- Guionista del film  Iluminados por el Fuego  dirigida por Tristán Bauer (2005)
- Profesor de Taller de Televisión, Universidad de Palermo. (2000-2008)
- Corresponsal en Argentina de la cadena NBC-Telemundo (1990-1997)
- Presidente de las Asociación de Corresponsales Extranjeros de la Argentina (ACERA). (2002-2005)
- Jefe de Prensa de la Universidad de San Martín. (2005)
- Vicepresidente de la Asociación de Corresponsales Extranjeros de la Argentina (ACERA). (1999-2002)
- Productor de la cadena CBS en Argentina. (1996-1999)
- Conductor programa Redespiertos, Radio la Red AM 910. (1999)
- Productor en Argentina de la cadena Telenoticias (1994-1996).
- Conducción del programa Propuestas, Radio Colonia. (1992-1993)
- Productor del programa “Claves y Clavos”, Radio del Plata. (1986-1989)
- Cronista del noticiero de Radio del Plata (1983-1994)
- Profesor de Taller de Radio y Televisión Círculo de la Prensa. (1986-1989)

El 2 de enero de 2020  asumió la dirección del Museo Malvinas e Islas del Atlántico Sur, localizado en la antiguo establecimiento de la ESMA, bajo la dependencia del Ministerio de Cultura. También se desempeña como docente en la Facultad de Periodismo y Comunicación Social de la Universidad de La Plata.[cita requerida]
Los casos de violación a los derechos humanos y torturas, que él y sus compañeros han denunciado, como ocurridos durante la guerra de Malvinas;serán investigados gracias a las políticas de estado implementadas a tal fin. Como la Firma del Decreto N.º 503 que, desclasifica toda la información que obra y que hay en poder de organismos del estado sobre las islas Malvinas. Y la creación de un Archivo Oral de las Memorias de Malvinas, con "testimonios y memorias" de la gesta de 1982, que funcionará en el Museo Malvinas e Islas del Atlántico Sur, y la firma de un decreto que desclasifica toda la información secreta sobre el desarrollo de la guerra de Malvinas.[cita requerida]
MALVINAS
La publicación del libro "Iluminados por el Fuego" y su posterior película, fue controversial, especialmente para sus camaradas de promoción y para el resto de los combatientes veteranos de la guerra de Malvinas.
Todos ellos fueron coincidentes al afirmar que Esteban no cumplió con su deber y, gracias a contactos, no cubría las guardias que le tocaban.
El soldado Eduardo Antonio VALLEJO, cubrió una posición que le pertenecía a Edgardo Esteban -quien, una vez más, no estaba cumpliendo- y terminó falleciendo por fuego de artillería naval ingelsa.
Por este motivo, la gran masa de los veteranos de la guerra de Malvinas, cuestionan fuertemente a este periodista, y le reprochan su accionar, que terminó con la vida de Vallejo.
Todo esto, se suma a su militancia dentro del partido comandado por la condenada Cristina Fernández de Kirchner, quien lo designó como Director del Museo Malvinas, continuando así el relato "desmalvinizador" y políticas públicas en ese sentido. 

## Filmografía

### Guionista
- Iluminados por el fuego (2005)

### Autor
- Iluminados por el fuego (2005)

### Intérprete/entrevistado
- La crisis causó 2 nuevas muertes (documental, 2006)

## Premios y reconocimientos
- Premio Azucena Villaflor, otorgado y entregado por la presidenta Cristina Fernández de Kirchner, por su lucha en la Defensa de los Derechos Humanos en la causa Malvinas (2012).
- Premio Argentores Sociedad General de Autores de la Argentina, mejor guion adaptado del libro Iluminados por el fuego para el film del mismo nombre (2006).
- Premios Cóndor de Plata, mejor guion adaptado del libro Iluminados por el fuego para el film del mismo nombre (2006).[6]
- Premio Founding Fathers, Festival de cine de TriBeCa, Nueva York, Mejor Film Iluminados por el fuego (2006).[7][8]
- Premio Goya, mejor film de habla hispana por el film Iluminados por el Fuego (2006).[9]
- Gran Premio Coral - Primer Premio, Festival Internacional del Nuevo Cine Latinoamericano de La Habana, mejor Film Iluminados por el Fuego (2006).
- Premio Especial del Jurado, Festival de Cine de San Sebastián, film Iluminados por el fuego (2005).
- Premio Signis, en el Festival de Cine de San Sebastián (2004).
- Premio Cine en Construcción Festival de Cine de San Sebastián, por el film Iluminados por el fuego (2004).
- Premio Festival Internacional del Nuevo Cine Latinoamericano de La Habana, Mejor guion adaptado, por el film Iluminados por el Fuego (2000).